# Taylor Jenkins
Pour les articles homonymes, voir Jenkins.
Taylor Jenkins, né le 12 septembre 1984 dans le comté d'Arlington au Texas, est un entraîneur américain de basket-ball. 

## Biographie

### Jeunesse
Taylor Jenkins étudie à l'université de Pennsylvanie où il obtient un diplôme de sciences économiques.

### Carrière d'entraîneur

#### Spurs de San Antonio
Au cours de la saison NBA 2007-2008, Jenkins effectue un stage au sein du service des opérations de basket-ball des Spurs de San Antonio. 
De 2008 à 2013, Jenkins travaille comme entraîneur adjoint et entraîneur principal pour les Toros d'Austin, équipe affilée en D-League des Spurs de San Antonio. En tant qu'entraîneur, Jenkins mène les Toros à un bilan de 27 victoires pour 23 défaites au cours de la saison 2012-2013, avant de tomber face aux Warriors de Santa Cruz en demi-finale des playoffs.  
En 2011-2012, Jenkins est alors assistant au sein du staff lorsque les Toros remportent le championnat de D-League. 

#### Hawks d'Atlanta
Jenkins travaille comme entraîneur adjoint des Hawks d'Atlanta pendant 5 ans, de 2013 à 2018, sous Mike Budenholzer. Les Hawks atteignent les Playoffs quatre années consécutives, allant jusqu'en finale de la Conférence de Est en 2015.  

#### Bucks de Milwaukee
Jenkins suit ensuite Budenholzer pour devenir assistant des Bucks de Milwaukee pendant la saison 2018-2019. Les Bucks terminent avec 60 victoires et décrochent la première place de la Conférence Est pour la première fois en 45 ans.     

#### Grizzlies de Memphis
Le 11 juin 2019, les Grizzlies de Memphis nomment Jenkins comme nouvel entraîneur principal. Il élu entraîneur du mois de janvier 2020 après avoir mené les Grizzlies à un bilan de 11-4 sur le mois, les positionnant parmi les places qualificatives pour les playoffs. Reprenant la saison 2019-2020 en 8e place de la conférence Ouest, son équipe n'a pas réussi à remporter le play-in tournament face aux Trail Blazers de Portland, les laissant aux portes des playoffs. 
Le 13 juin 2022, Jenkins signe une extension de son contrat pour plusieurs années à la tête des Grizzlies. 
Le 20 novembre 2024, Jenkins dépasse Lionel Hollins et devient l'entraîneur le plus victorieux de l'histoire des Grizzlies de Memphis. 
Jenkins est démis de ses fonctions en mars 2025 alors que les Grizzlies ont un bilan de 44 victoires et 29 défaites.

## Statistiques
| Participation en playoffs |

| Équipe  | Année     | Saison régulière | Saison régulière | Saison régulière | Saison régulière | Saison régulière          | Playoffs | Playoffs  | Playoffs | Playoffs | Playoffs                                                                 |
| Équipe  | Année     | Matchs           | Victoires        | Défaites         | %                | Classement                | Matchs   | Victoires | Défaites | %        | Résultat                                                                 |
| ------- | --------- | ---------------- | ---------------- | ---------------- | ---------------- | ------------------------- | -------- | --------- | -------- | -------- | ------------------------------------------------------------------------ |
| Memphis | 2019-2020 | 73               | 34               | 39               | 46,6             | 3e en division Sud-Ouest  | -        | -         | -        | -        | Pas de playoffs                                                          |
| Memphis | 2020-2021 | 72               | 38               | 34               | 52,8             | 2e en division Sud-Ouest  | 5        | 1         | 4        | 20,0     | Défaite contre le Jazz de l'Utah au premier tour                         |
| Memphis | 2021-2022 | 82               | 56               | 26               | 68,3             | 1er en division Sud-Ouest | 12       | 6         | 6        | 50,0     | Défaite contre les Warriors de Golden State en demi-finale de conférence |
| Memphis | 2022-2023 | 82               | 51               | 31               | 62,2             | 1er en division Sud-Ouest | 6        | 2         | 4        | 33,3     | Défaite contre les Lakers de Los Angeles au premier tour                 |
| Memphis | 2023-2024 | 82               | 27               | 55               | 32,9             | 4e en division Sud-Ouest  | -        | -         | -        | -        | Pas de playoffs                                                          |
| Memphis | 2024-2025 | 73               | 44               | 29               | 60,3             | Limogé                    | -        | -         | -        | -        | Pas de playoffs                                                          |
| Total   | Total     | 464              | 250              | 214              | 53,9             |                           | 23       | 9         | 14       | 39,1     |                                                                          |